# Meine Liebe
Gin'yuu Mokushiroku Meine Liebe (吟遊黙示録 マイネリーベ?), abbreviato in Meine Liebe (dal tedesco "mio amore"), è una serie di videogiochi creati dalla Konami per la PlayStation 2.
Dal videogioco è stato tratto un adattamento anime, prodotto dal 2004 dallo studio Bee Train e conclusosi nel 2006 con il sequel Gin'yuu Mokushiroku Meine Liebe wieder (吟遊黙示録マイネリーベ ヴィーダー?); l'anime è stato trasmesso fuori dal Giappone grazie ad Animax.
Sono stati prodotti anche un manga e una light novel ispirati al videogioco, oltre a numerosi drama CD. Il manga è stato pubblicato da Hakusensha e serializzato sulla rivista Bessatsu Hana to Yume; in Italia la serie è stata pubblicata da Edizioni BD sotto l'etichetta J-Pop da ottobre 2008.

## Trama
La storia segue le avventure di un gruppo di ragazzi, studenti nel 1937 di una scuola in un paese fittizio chiamato Kuchen, liberamente ispirato a un paese tedesco.

## Personaggi
Orpherus Fürst von Marmelade nahe Görz (オルフェレウス?, Orufereusu)
Doppiato da: Takahiro Sakurai
Eduard Markgraf von Sekt nahe Braunschweig (エドヴァルド?, Edovuarudo)
Doppiato da: Tomokazu Seki
Ludwig Herzog von Mohn nahe Liechtenstein (ルードヴィッヒ?, Rūdovuihhi)
Doppiato da: Toshihiko Seki
Camus Pfalzgraf von Silvaner Lüneburg (カミュ?, Kamyu)
Doppiato da: Soichiro Hoshi
Naoji Ishizuki (石月ナオジ?, Ishizuki Naoji)
Doppiato da: Akira Ishida
Isaac Cavendish (アイザック?, Aizakku)
Doppiato da: Takehito Koyasu